# Harle Riff
Die Harle Riff ist ein ehemals zur Versorgung der Nordseeinsel Wangerooge eingesetztes RoRo-Schiff. Sie transportierte alle auf Wangerooge gebrauchten Güter wie Waren, Baumaterialien, Fahrzeuge oder Rohstoffe. Die Güter wurden am Anleger in Wangerooge auf die Inselbahn umgeladen.
Eingesetzt wurde die Harle Riff unabhängig von den durch die SIW Schifffahrt und Inselbahn Wangerooge betriebenen Personenfähren Harlingerland und Wangerooge durch die Reederei Warrings. Diese betrieb neben der Harle Riff im Frachtverkehr nach Wangerooge außerdem noch die größere und neuere Harle Gatt. 2021 wurde die Harle Riff durch die deutlich größere Harle Express ersetzt. Die Harle Riff wurde nach Schweden verkauft.
Bis zum Kauf der Spiekeroog IV auf der Nachbarinsel Spiekeroog war die Harle Riff regelmäßiger Gast auf der Insel z. B. für den Transport von Fahrzeugen oder den Abtransport des Inselmülls. Da die Spiekeroog IV seit ihrem Kauf jedoch Schwierigkeiten mit der Rampe hat, muss die Harle Riff weiterhin aushelfen.
Das Schiff wurde als Teil der Baureihe Flussfähre Mannheim 59 von der Schiffs- und Maschinenbau AG Mannheim gebaut und diente zunächst als mittleres Landungsboot bei den Flusspionieren der Bundeswehr.